# Laura Sachslehner
Laura Sachslehner (* 28. Mai 1994 in Wien) ist eine österreichische Sachbuchautorin und ehemalige Politikerin der Österreichischen Volkspartei (ÖVP). Vom 24. November 2020 bis zum 10. Juni 2025 war sie Abgeordnete zum Wiener Landtag und Mitglied des Wiener Gemeinderates. Von Jänner bis September 2022 war sie Generalsekretärin der ÖVP.

## Leben

### Ausbildung
Laura Sachslehner ist das Kind des Historikers und Sachbuchautors Johannes Sachslehner. Ihre Mutter stammt aus Polen. Laura Sachslehner wuchs zweisprachig auf und besuchte das Bundesrealgymnasium Theodor Kramer im 22. Wiener Gemeindebezirk Donaustadt, wo sie 2012 maturierte.
Sie studierte an der Universität Wien, wo sie drei Abschlüsse erwarb: Kultur- und Sozialanthropologie (Bachelor-Abschluss 2015), Publizistik- und Kommunikationswissenschaft (Bachelor-Abschluss 2016, Magister 2019). Für den Magister verfasste sie eine Diplomarbeit zum Thema Vergleich der Online-Kommunikation männlicher & weiblicher PolitikerInnen am Fallbeispiel von Dorothee Bär & Peter Tauber. Außerdem begann sie 2015 ein Masterstudium der Religionswissenschaft.
Mitte 2025 wurde sie Mutter einer Tochter. Neben ihrem Doktoratsstudium an der Andrássy Universität Budapest ist sie Kolumnistin für das Onlinemedium Exxpress.

### Politik
Von 2014 bis 2017 war sie Mitarbeiterin und Büroleiterin der Jungen Volkspartei (JVP), im November 2017 wurde sie als Nachfolgerin von Stefan Schnöll zur JVP-Generalsekretärin bestellt. Im Oktober 2020 übernahm Florian Dagn diese Aufgabe. 2018 wurde sie Bezirksparteiobmannstellvertreterin der ÖVP in Wien-Landstraße.
Bei der Landtags- und Gemeinderatswahl 2020 kandidierte sie auf Platz zehn der Landesliste sowie als Spitzenkandidatin im Landtags- und Gemeinderatswahlkreis Landstraße.
Am 24. November 2020 wurde sie in der konstituierenden Sitzung der 21. Wahlperiode als Abgeordnete zum Wiener Landtag und Mitglied des Wiener Gemeinderates angelobt, in dem sie Mitglied im Gemeinderatsausschuss für Wohnen, Wohnbau, Stadterneuerung und Frauen sowie im Gemeinderatsausschuss für Kultur und Wissenschaft wurde. Von Dezember 2020 bis Dezember 2021 fungierte sie als Stellvertreterin von ÖVP-Landesgeschäftsführerin Bernadette Arnoldner.
Ab Jahresbeginn 2022 war sie Generalsekretärin ihrer Partei und folgte damit Axel Melchior nach. Am 10. September 2022 trat sie von diesem Amt zurück. Grund seien inhaltliche Differenzen mit der Parteispitze um die Auszahlung des Klimabonus auch an Asylwerber. Ihr Nachfolger wurde der Nationalratsabgeordnete Christian Stocker.
Für die Nationalratswahl 2024 wurde sie auf Platz 23 der Wiener Landesliste gereiht. Vor der Wahl sprach sie sich für eine Zusammenarbeit mit der FPÖ aus, sollte die Volkspartei bei der Nationalratswahl Platz eins erringen. Im Gegensatz zur offiziellen Parteilinie schloss sie auch eine Beteiligung von FPÖ-Obmann Herbert Kickl nicht aus. Sie bekam 1748 Vorzugsstimmen, was für den Einzug ins Parlament nicht ausreichte. Für die Landtags- und Gemeinderatswahl in Wien 2025 wurde sie erneut Spitzenkandidatin im Wahlkreis Landstraße. Nachdem sie kein Mandat erzielt hatte, kündigte sie ihren Rückzug aus der Politik an.

## Publikationen
- An den Pranger: Warum Meinung in der Politik wieder erlaubt sein sollte, Seifert Verlag, Wien 2023, ISBN 978-3-904123-74-7.[21]
- Schamlos: Die 10 größten Lügen der Politik, Seifert Verlag, Wien 2024, ISBN 978-3-904123-85-3.[22]
- Fake Feminismus: Zeit zum Aufbegehren, Seifert Verlag, Wien 2025, ISBN 978-3-904123-99-0.[23]